# Tapama Djenepo
Tapama Djenepo (Djénépo dérive, en langue bozo, de Djéné, « ville de Djenné » et de po, « martyre ») est le nom légendaire de la jeune vierge qui aurait été sacrifiée au XIIIe siècle pour permettre l'édification de la ville de Djenné au Mali. Son nom patronymique est Tapama Kayantao.

## Le récit traditionnel
Selon la tradition, après la chute de l'empire du Ghana, les Soninkés, à la recherche d'un lieu pour s'établir, arrivèrent sur les bords de la rivière Bani, affluent du Niger. La région était occupée par les Bozos, peuple de pêcheurs. Les nouveaux arrivants tentèrent de bâtir une ville, mais celle-ci, construite en banco, était sans cesse détruite par les crues du fleuve.
Selon l'oracle, il fallait qu'une belle jeune vierge Bozo soit enterrée vive pour permettre l'édification de la nouvelle cité. Le sort tomba sur Tapama, la fille de Madi Kayantao, âgée de 12 ans. Selon l'oracle : « Elle sera emmurée vivante dans le mur de l'enceinte de la ville. Telle est la volonté des dieux. » La jeune fille fut alors placée entre quatre murs de banco, puis enterrée vivante par de la terre d'argile jetée sur elle entre les quatre murs.
Dès lors, Tapama Kayantao prit le nom de Tapama Djenepo : « Tapama, la martyre de Djenné ». C'est la sainte N° 1 de Djénné qui en comprend plus de 200 ...

## Le tombeau de la sainte

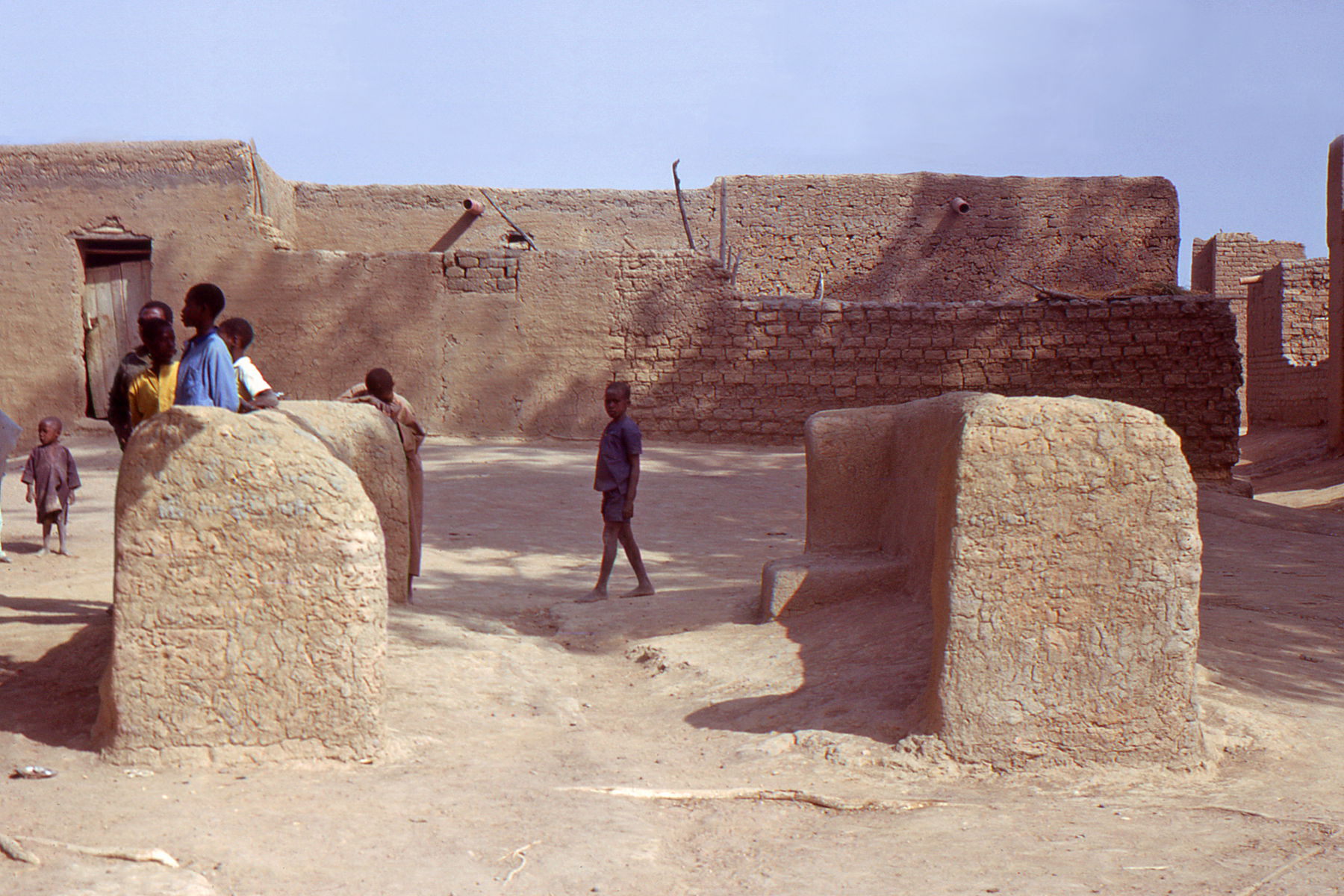
Tombeau de Tapama Djenepo, sainte fondatrice de Djenné, Mali, en décembre 1972.

Le tombeau de la sainte de Djenné est toujours visible, à la porte de Kanafa de Djénné ( à 200 m de la grande mosquée); il a été reconstruit et modifié plusieurs fois. Il est vénéré par la population et fait l'objet d'un classement au Patrimoine mondial de l'UNESCO depuis 1989.